# 6439 Тіроль
6439 Тіроль (6439 Tirol) — астероїд головного поясу, відкритий 13 лютого 1988 року.
Тіссеранів параметр щодо Юпітера — 3,108.